# Abaxisotima bicolor
Abaxisotima bicolor är en insektsart som först beskrevs av Liu, Xiangwei, Z. Zheng och G. Xi 1991.  Abaxisotima bicolor ingår i släktet Abaxisotima och familjen vårtbitare. Inga underarter finns listade i Catalogue of Life.